# Nebet
Nebet (Nbt) va ser una reina egípcia de la V Dinastia. Era esposa del rei Unas, mort vers el 2350 aC.. És considerada la mare del príncep hereu Unas-ankh, tot i que es discuteix. A més d’Unas-ankh, 

## Biografia
Era l'esposa del faraó Unas i mare del "Fill del Rei, camarlenc reial, sacerdot de Maat i inspector de l'Alt Egipte", el príncep Unis-ankh, que probablement va morir cap a l'any 10 del regnat del seu pare. El vincle entre el rei Unis i Nebet amb el príncep Unis-ankh se suggereix no només pel seu nom i els seus títols, sinó també per la posició del seu enterrament, molt a prop dels del faraó i la reina Nebet, tot i que és una teoria que no ha estat generalment acceptada. S'ha suggerit que Nebet va tenir uns altres dos fills: Nebkauhor i Xepsespuptah, però també es disputa la seva filiació.
Tenia les seves pròpies finques, que eren administrades per dones.

## Títols
Els títols coneguts de Khenut van ser els següents:
- Gran del ceptre d'hetes (wrt-hetes)
- Ella que veu Horus i Set (mȝȝt-ḥrw-stẖ)
- Gran de lloances (wrt-ḥzwt)
- Esposa del Rei, el seu estimat (ḥmt-nisw mryt.f)
- Companya d'Horus, el seu estimat (smrt-ḥrw-mryt.f)
- Consort i estimada de les Dues Dames (smȝyt-mry-nbty)
- Companya d’Horus (tist-ḥrw)

Tot i que porta els títols de reina, es representa a la seva tomba com una dona d’alt rang sense cap insígnia de reina.

## Tomba
Nebet va ser enterrada en una doble mastaba amb una altra reina, Khenut, al costat de la piràmide d'Unas a Saqqara. La mastaba va ser excavada per l'egiptòleg alemany Peter Munro (1930–2008).